# Stumfoll Ede
Stumfoll Ede (Temesvár, 1861. július 18. – ?) temesvári magyar mérnök, tanár, iskolaigazgató és művelődésszervező.

## Életútja, munkássága
Szülővárosa állami főreáliskolájában érettségizett. A műegyetemet Budapesten végezte. 1880 őszén nevezték ki a Magyarországon elsőként 1879-ben Temesváron megalapított I. fokú nyilvános ipariskola oktatójává, amelynek 1885-től igazgatója. Beosztását 1900 után is megőrizte, amikor az oktatási intézményt állami fa- és fémipari szakiskolává szervezték át. Vezetése alatt épült fel a Hunyadi-kastély szomszédságában a tanintézet impozáns épülete. Az 1896-os millenniumi kiállításra megírta a temesvári ipariskola történetét. 1918 elején vonult nyugdíjba.
Nyugdíjas éveiben főleg üzemanyag-takarékos fűtőtestek szerkesztésével foglalkozott. Nyolc különböző felépítésű és hatásfokú fűtőtestét Romániában és Magyarországon is szabadalmaztatta. Alapító tagja, majd éveken át titkára volt a Temesvári Magyar Nyelvterjesztő Egyesületnek. Aktív részt vállalt a Temesvári Magyar Színpártoló Egyesület megalapításában és tevékenységében is.